# Euscelidius variegatus
Euscelidius variegatus är en insektsart som beskrevs av Carl Ludwig Kirschbaum 1858. Euscelidius variegatus ingår i släktet Euscelidius och familjen dvärgstritar. Utöver nominatformen finns också underarten E. v. doderi.